# Bajō-zutsu

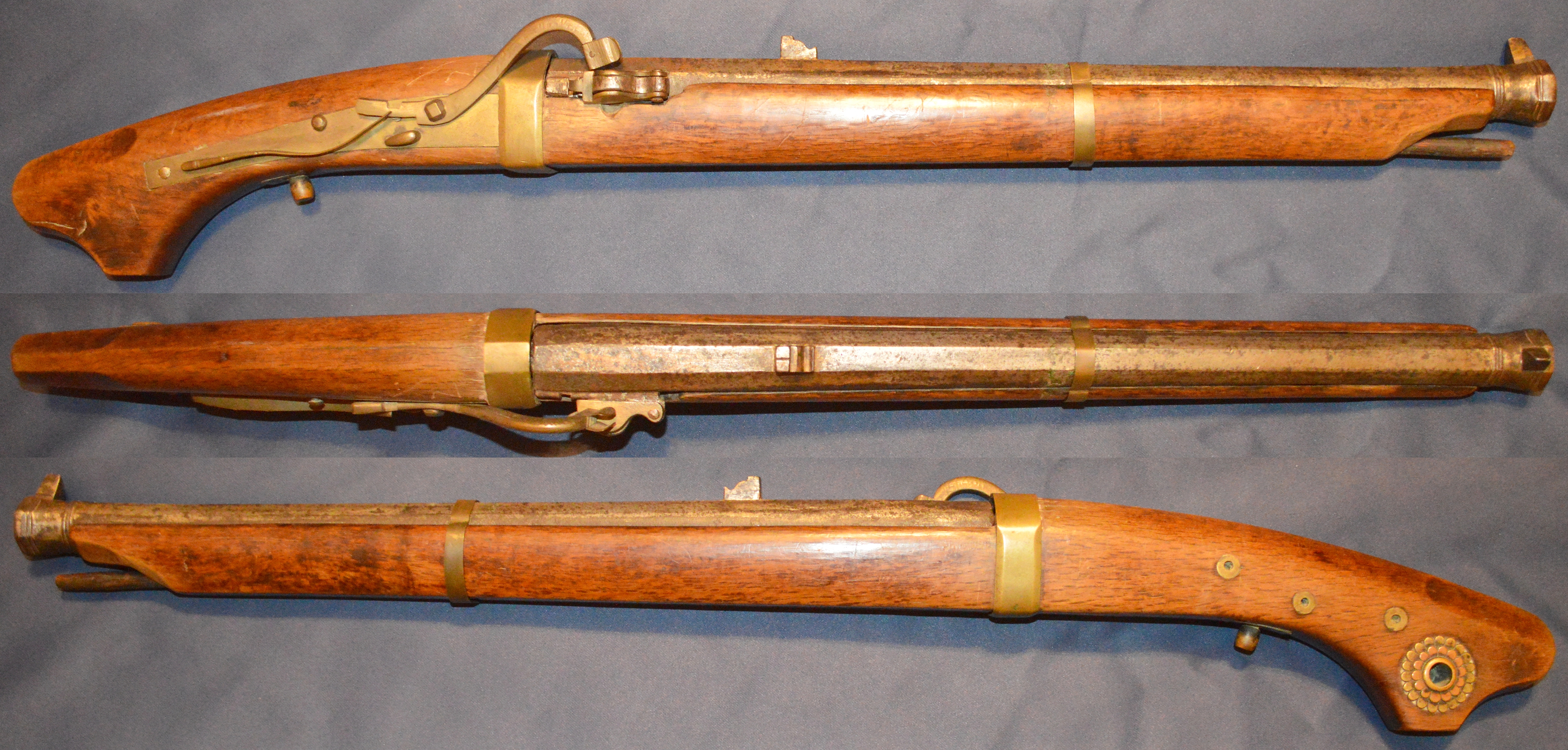
Bajōzutsu

Bajō-zutsu (馬上筒 (Mã Thướng Động)/ "Súng lục hoả mai đẹp") là một súng kiểu như tanegashima trong dưới dạng một khẩu súng lục. Bajō-zutsu được sử dụng bởi các võ sĩ samurai ở Nhật Bản thời phong kiến.